# Acid vô cơ
Acid vô cơ là những hợp chất vô cơ có tính acid.

## Phân loại
Các axit vô cơ được phân thành:
- Axit chứa oxi (axit oxo) và axit không chứa oxi (hydroxaxit).
- Axit đơn (chỉ có khả năng cho 1 proton) và axit đa (có khả năng cho nhiều proton).
- Axit mạnh, yếu, trung bình.

## Tên
Đối với axit không chứa oxi thì tên axit luôn có đuôi hiđric, trước đó là tên phi kim tương ứng.
Đối với axit chứa oxi có hai loại đuôi: Đuôi ơ ứng với axit trong đó phi kim có số oxy hóa thấp hơn, đuôi ic ứng với số oxy hóa cao hơn (đối với các phi kim có nhiều số oxy hóa).
Nếu số oxy hóa của phi kim trong hai axit như nhau thì axit nào ít oxi hơn thì thêm tiền tố meta, còn nhiều oxi hơn thì dùng tiền tố octo.

## Tính chất hóa học
- Làm quỳ tím hóa đỏ
- Phản ứng với kim loại tạo ra muối và giải phóng khí hydro (chú ý: ở điều kiện thường, chỉ duy nhất HNO3 phản ứng với đồng, bạc tạo ra muối nitrat, khí NO2 và hơi nước hoặc H2SO4 đặc nóng tạo ra muối sunfat, khí SO2 và hơi nước).

Ví dụ: 2HCl + Zn → ZnCl2 + H2
- Phản ứng với base tạo thành muối và nước

Ví dụ: Ca(OH)2 + H2SO4 → CaSO4 + 2H2O
- Phản ứng với muối tạo thành muối mới axit mới

Ví dụ: H2SO4 + 2NaCl → Na2SO4 + 2HCl
- Phản ứng với oxit base tạo thành muối và nước

Ví dụ: H2SO4 + CuO → CuSO4 + 2H2O